# Anatella laffooni
Anatella laffooni är en tvåvingeart som beskrevs av Eberhard Plassmann 1976. Anatella laffooni ingår i släktet Anatella och familjen svampmyggor. Arten är reproducerande i Sverige. Inga underarter finns listade i Catalogue of Life.